# چارلز سی. کمبل
چارلز سی. کمبل (انگلیسی: Charles C. Campbell؛ ‏ تلفظ: ‎/ˈkæmbəl/‎؛ ‏ ۲۴ اوت ۱۹۴۸ – ۸ فوریهٔ ۲۰۱۶) فرد نظامی اهل ایالات متحده آمریکا بود. وی همچنین برندهٔ جوایزی همچون نشان خدمات برجسته (ارتش آمریکا) و نشان ستاره برنزی شده‌است.